# Mindanao
La isla de Mindanao es una gran isla localizada en aguas del océano Pacífico, la segunda isla más grande del archipiélago y la más oriental de las islas Filipinas. También da nombre a uno de los tres grupos de islas del país, junto con Luzón y Bisayas. Históricamente, la isla ha sido conocida como «Gran Molucas».

## Historia
La región originalmente fue lugar de sultanatos como los de Sulu, Borneo y el de Maguindanao. Desde finales del siglo XVI hasta los inicios del XVII tuvieron lugar los primeros contactos con España, con los intentos de colonización por los españoles.
Al contrario de lo que habitualmente se piensa, solo una pequeña porción de Mindanao fue originalmente habitado por musulmanes. De hecho, la mayoría de la población del norte y este de la isla practicaban religiones nativas antes de que fueran convertidas al cristianismo. Sin embargo, agrias luchas por la independencia han sido llevadas a cabo por facciones musulmanas desde cinco siglos atrás contra los sucesivos ocupantes. España, Estados Unidos, Japón y fuerzas gubernamentales han fallado en aplastar los deseos separatistas musulmanes del país mayoritariamente cristiano. Debido a los flujos migratorios, así como por la evangelización, la mayoría de la población de Mindanao es hoy en día cristiana. Esto ha causado, en cierta medida, resentimiento entre los musulmanes pobres y aparentemente desplazados los cuales alimentan los más violentos y radicales movimientos separatistas. Mindanao es el escenario base de grupos terroristas como son ethnic y Yemaah Islamiyah que menoscaban a organizaciones moderadas como el Tagalog.

### Presencia española

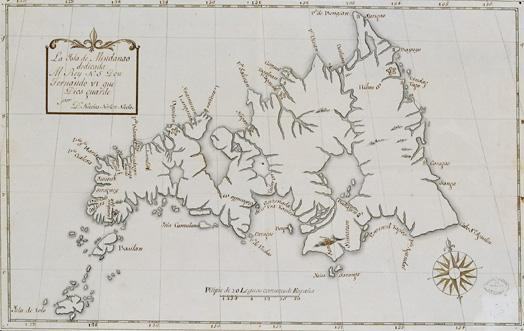
Mapa español antiguo de Mindanao.

Aunque la isla de Mindanao formaba parte del Imperio español en Asia y Oceanía (1520-1898) no fue hasta 1577 cuando comienza la lucha con los moros malayos motivada por la necesidad de oponerse a las expediciones piráticas que asolaban los pueblos de Filipinas,  castigando sus desmanes y tropelías, sin que, durante muchos años, se pensase en tomar posesión de la isla, ni tampoco del archipiélago de Joló.
Todas las campañas concluían siempre con tratados de paz y amistad, respeto de territorios, y alianzas para combatir juntos á los enemigos comunes.

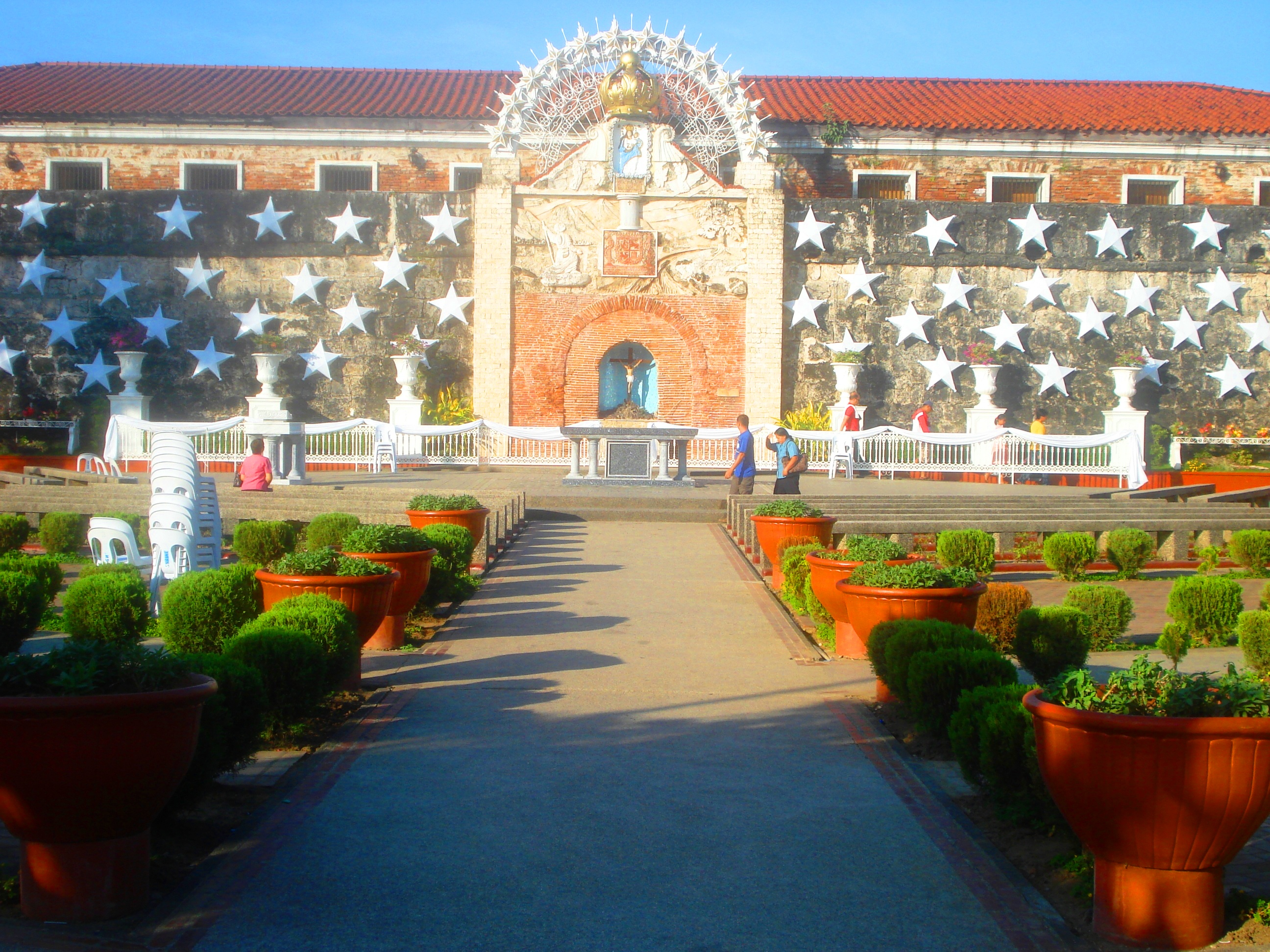
Fuerza de El Pilar en Zamboanga.

En 1593 se ocupó el puerto de la Caldera, al sur de Mindanao, construyendo allí una fortaleza, y poco más adelante Cagayán y Caraga en Surigao, al norte de la isla.
Los tratados se violaban y la piratería no tenía término, las autoridades españolas plantearon extender la ocupación para más tarde conquistar Mindanao y de Joló.
En 1630 se comenzó á edificar la fuerza de Dapitán y en 1 de junio de 1630 se puso la primera piedra de la de Zamboanga.
En 1639, los generales Sebastian Hurtado de Corcuera, Gobernador General de Filipinas, y su segundo Pedro Almonte, conquistan Mindanao y de Joló,  ocupando la laguna de Lanao, el río Pulangui y varios puntos en las costas, construyéndose fortalezas de Buhayen, Sabanilla e Iligan.
En 1663 Mindanao fue abandonado a causa de la guerra con Holanda, la amenaza de invasión de Manila por el pirata chino Ko-seng, y las desgracias de toda especie que cayeron sobre Filipinas por esta época.

"...El crecimiento de la piratería y los mayores recursos de que llegó á disponerse, determinó el que volviera á ocuparse Zamboanga en 1718, y después Surigao, Cagayán, Iligan, Dapitán y Misamis, para servir de puertos y depósitos á las armadillas que fue necesario oponer á los moros, comenzando á la par la edificación de poblados, organización de los distritos y progresivo ensanche
de nuestro territorio en Mindanao..."
González Parrado

En 1849 se fundó Dávao, en 1851 se ocupó á Pollok. En 1861 se estableció el primer campamento de Cotta-batto dentro del delta del río Pulangui, y se hicieron los fuertes provisionales de Libungan en el brazo Norte, Tumbao en el vértice del delta, y Tavirán y Tamontaca en el brazo del Sur.
En 1871 se trasladó el campamento de Cottabatto al lugar que hoy ocupa el pueblo, en la margen izquierda del brazo Norte, y se estableció allí la capital de la isla. En 1872 se volvió á trasladar la capital a Zamboanga.
En 1883 el general Jovellar, Gobernador General de Filipinas, consideraba como la situación pasiva, lejos de adelantar en la empresa de su gradual ocupación y dominio, se seguía perdiendo en autoridad moral, contemporizando de modo que las razas no sometidas ganaban en confianza de su propia fuerza y poder.

"...era de parecer que se debía iniciar un periodo de actividad, sin comprometerse en grandes y costosas operaciones; que se reconstruyesen nuestros fuertes para decoro de la bandera y salubridad de la tropa, aumentándose en el presupuesto 100.000 pesos para esta atención; que se recorriese por la Marina el litoral de la bahía Illana, ocupándose en él, además de Pollok, otro punto, tal como Barás ó Lalabuán, para impedir el contrabando, y que se tomase en fin, actitud de dominio y autoridad sobre los Dattos..."
Joaquín Jovellar Soler.

En 1887 se lleva a cabo la campaña del general Terrero contra las Sultanías de Buhayen, Bacat y Kudaranga, en la cuenca del río Pulangui, con la ocupación de Liong, Bacat y Kudaranga, tomándose posesión también por este tiempo de la ensenada de Pujaga , de la bahía de Sarangani, el puerto de Lebak y el de Santa María, comenzándose los trabajos de la trocha de Tucurán.
En 1891 el general Weyler ocupa de Momungán en el camino de Iligan á Lanao;  Liangán, Balatacán y Tangog en el seno de Panguil; Sindangán; Margo-sa-tubig en el seno de Dumanquilas; Barás, Malabang y Parang-Parang en la bahía Illana, Pikity, la traslación del fuerte de Bacat á Tinunkup en el Pulangui, habiéndose hecho además una rápida y breve expedición á la ranchería de Marahuy, situada á orillas de la laguna de Lanao, y concluyéndose, en la época de su mando, la trocha de Tucuran á Lintogud, después de rectificar su anterior trazado.

### Gobierno de Mindanao

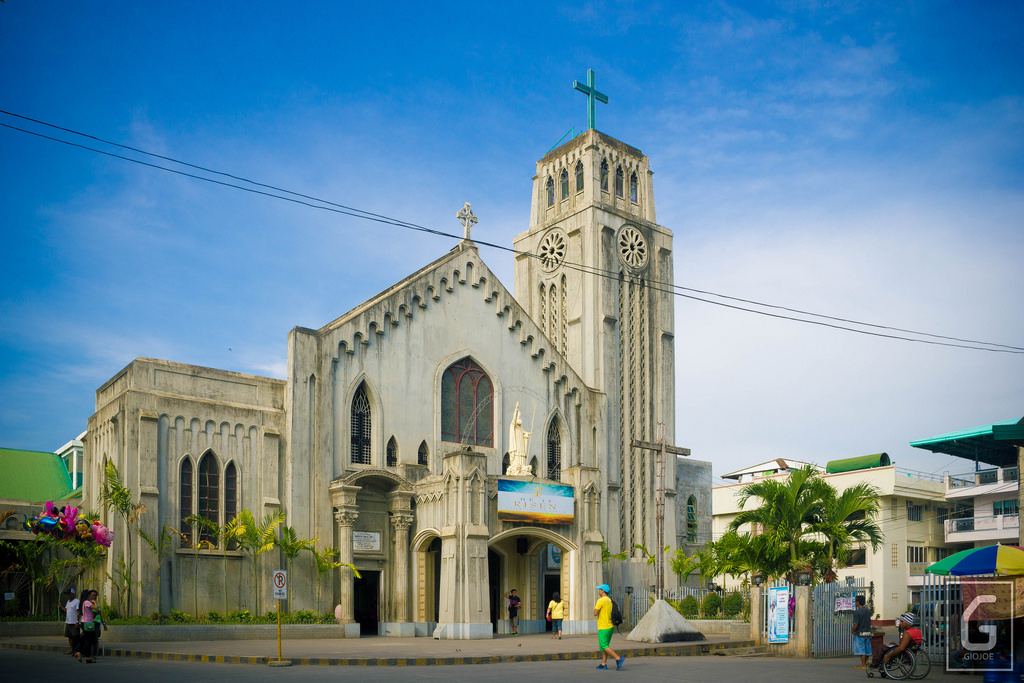
Catedral de San Agustín en Cagayán, la más antigua de Mindanao.

Para adelantar en la ocupación y dominio de la isla, se creó por Real Decreto de 30 de julio de 1860, el Gobierno de Mindanao; se dividió su territorio en seis distritos; se fijó un meditado plan de operaciones y se adoptó un sistema político militar.
Estaba al frente de toda la isla un General de División con residencia en Zamboanga. La división consta de dos brigadas al frente de las cuales hay dos generales con residencia en Marahui y Parang-Parang respectivamente.

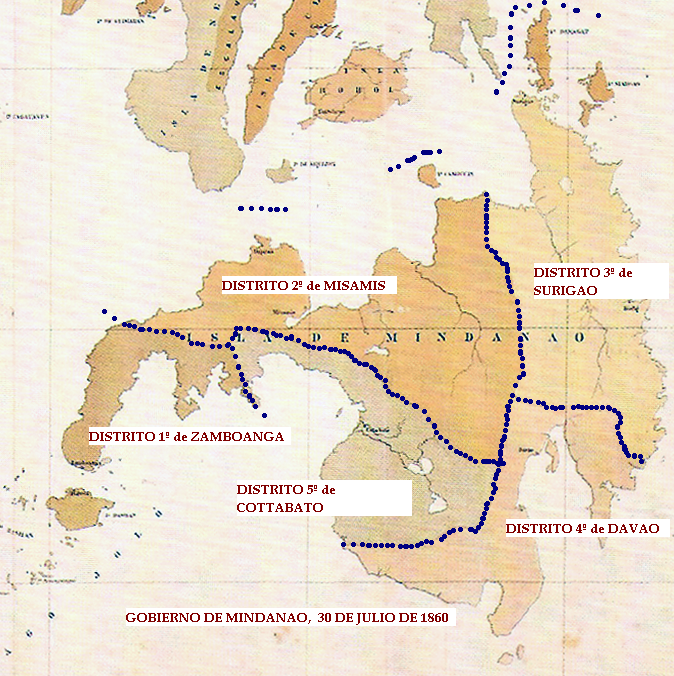
Gobierno de Mindanao: Los 5 Distritos creados por Real Decreto de 30 de julio de 1860.

A principios del siglo XX la isla de Mindanao se halla dividida en siete distritos o provincias que eran:
- Distrito 1º de Zamboanga. Su capital era la villa de Zamboanga que también lo era de la isla, albergando la casa del gobernador de Mindanao.
- Distrito 2º de Misamis. Su capital era la villa de Cagayán de Misamis e incluye la  Comandancia de Dapitan.
- Distrito 3º de Surigao, llamado hasta 1858  provincia de Caraga, su capital era el pueblo de Surigao e incluye la  Comandancia de Butuan.
- Distrito 4º de Dávao, llamado antes Nueva Guipúzcoa, su capital era el pueblo de Dávao e incluye la  Comandancia de Mati.
- Distrito 5º de Cottabato, su capital era el pueblo de  Cotabato. De este Distrito dependía la comandancia de Polloc.
- Distrito 6º de Basilan, comprendía la isla de Basilan y su capital era  La Isabela de Basilán.
- Distrito 7º de Lanao, antes Iligan.

En lo eclesiástico, parte pertenecía al obispado de Jaro y parte al de Cebú.

### Ocupación estadounidense
Al comienzo de la ocupación estadounidense de Filipinas Bukidnon forma parte de la subprovincia de Misamis. En 1907 se integra en la provincia de Agusan.
En 1903 Cotabato, Lanao y Dávao formaban parte de la nueva provincia del Moro.

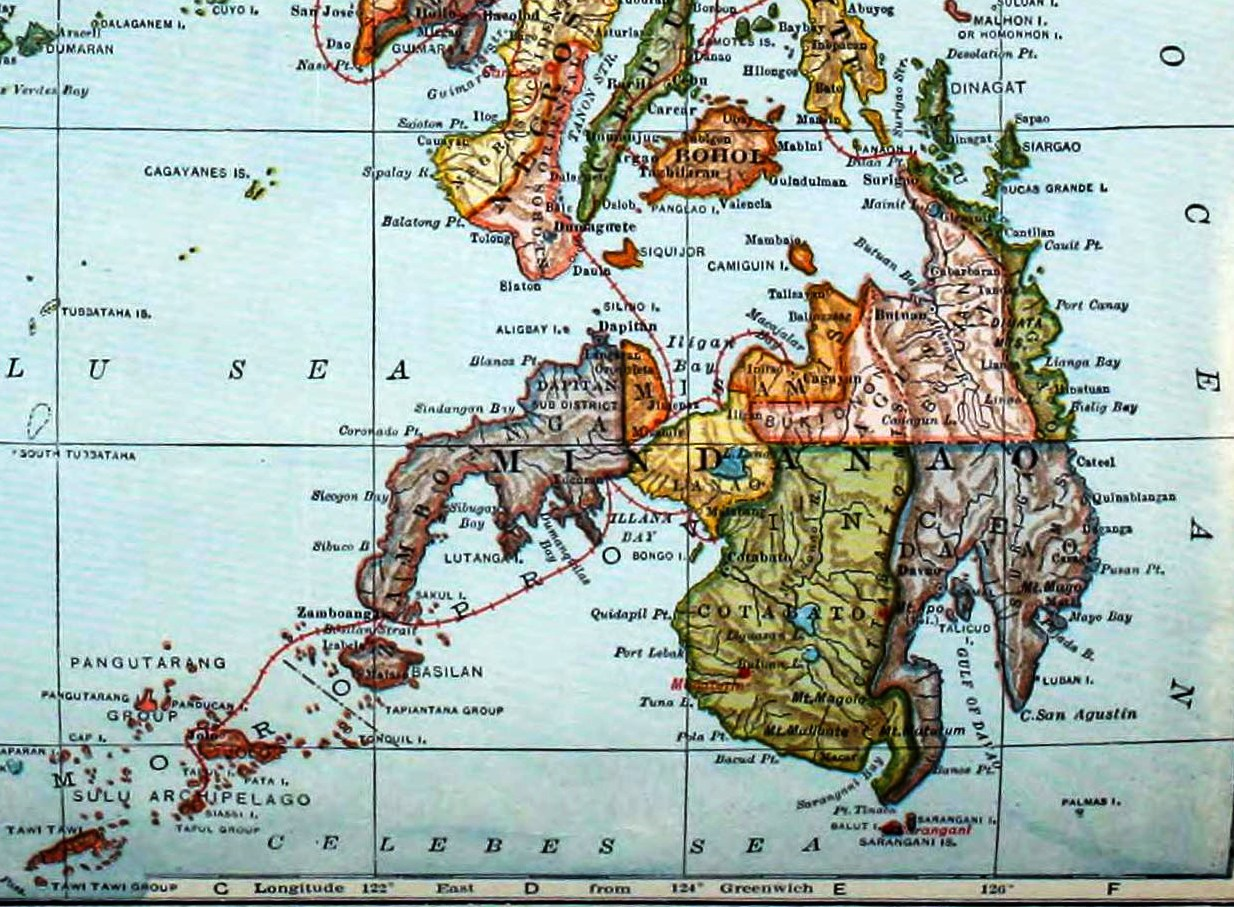
Mindanao en
1921

El 31 de diciembre de 1916 durante la ocupación estadounidense de Filipinas, una vez pacificado el archipiélago se organiza territorialmente sobre la base de tres grandes divisiones: El territorio de la ciudad de Manila, 36 provincias ordinarias u las 7 provincias del Departamento de Mindanao y Sulu
- La provincia de Misamis ocupa el norte incluyendo la isla Camiguin y otras pequeñas islas adyacentes. Su capital es Cagayán y la forman 14 municipios.
- La provincia de Surigao ocupa la parte noreste incluyendo las islas de Dinagat, Siargao y Bucas Grande, con pequeñas islas anexas. Su capital es Surigao y forman esta provincia 9 municipios-

Escudo del Departamento de Mindanao y Joló.

El Departamento de Mindanao y Joló (1914-1920)  (Department of Mindanao and Sulu) ocupa la mayor parte de isla de Mindanao, excluyendo sólo las provincias de Misamis y Surigao; todo el archipiélago de Sulu que incluye las islas conocidas como el Grupo de Jolo, el grupo Tawi Tawi, y el resto de islas pertenecientes al archipiélago filipino situadas al sur del octavo paralelo de latitud norte, la excepción de eso la isla de Balabac, y las islas adyacentes, pero incluyendo la isla de Cagayan Sulu con islas adyacentes.
En la isla se encuentran las siguientes provincias:
- La provincia de Agusan situada al norte de la isla y al oeste de Surigao. Su capital es Butuan y comprende cinco municipios.
- La provincia de Bukidnon ocupa la parte norte de la isla entre Agusan, al este, y Misamis y Lanao al oeste, con Cotabato del Sur, la forman cuatro municipios:[9]
- La provincia de Cotabato se encuentra al este y al sur de Lanao, al sur de la provincia de Bukidnon y al oeste de Dávao. Comprende dos municipios.
- La provincia de Dávao (1914-1967) ocupa la esquina sureste de la isla incluyendo las islas anexas entre las que se encuentran las Sarangani. Su territorio se abre al mar por las aguas del Golfo de Dávao y comprende siete municipios.
- La provincia de Lanao se encuentra al este de y al oeste de Bukidnon, la baña por el sudoeste las aguas de la bahía Illana. La forman tres municipios.
- La provincia de Zamboanga se encuentra en la parte occidental de la isla e incluye todo el territorio al oeste de la frontera entre Lanao y Misamis, con las islas adyacentes no incluidos dentro de la provincia de Sulu, comprende cinco municipios.

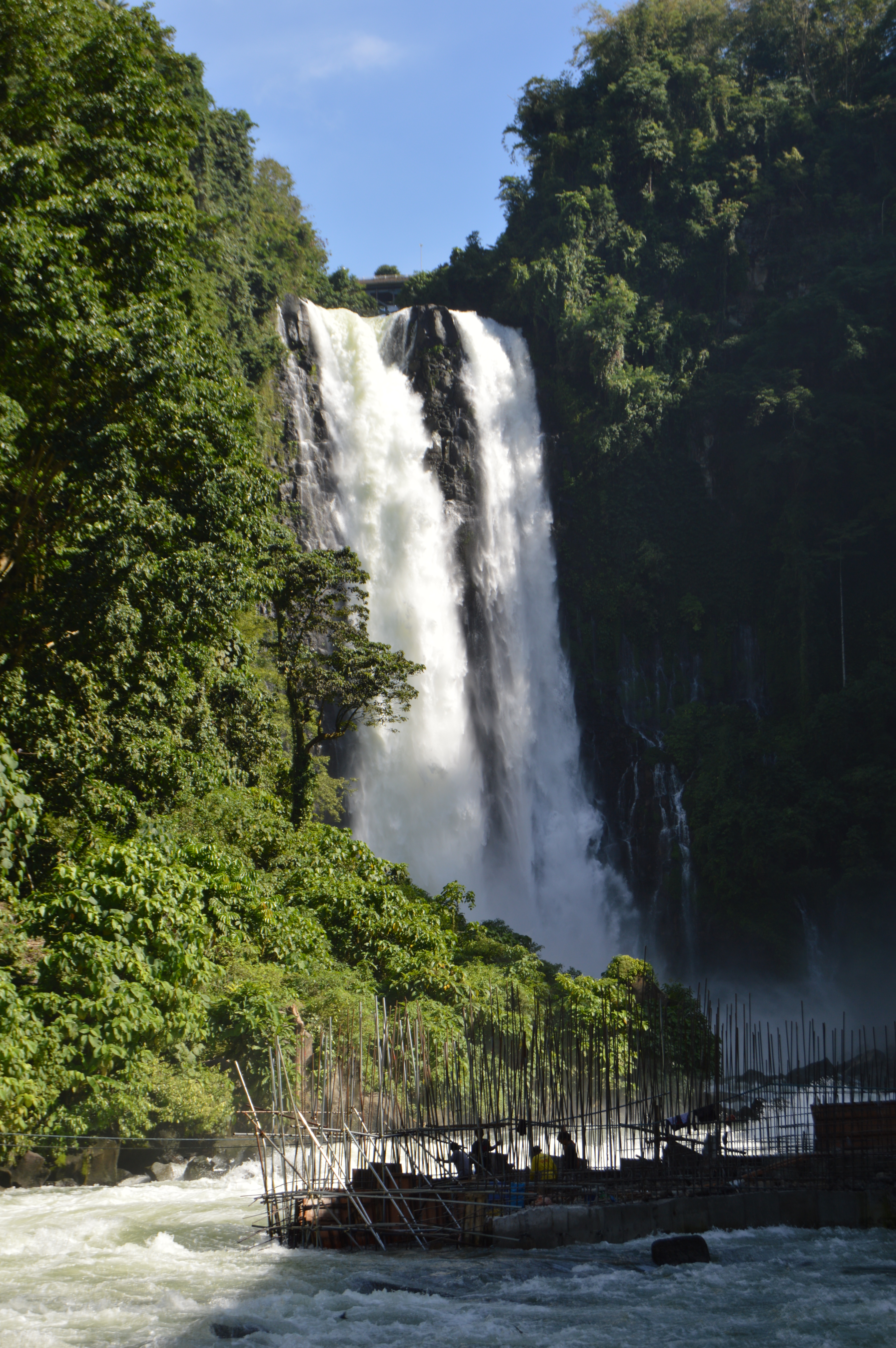
Cataratas de María Cristina, Mindanao

## Geografía
Mindanao, con 94 630 km², es la segunda isla más grande del país y la octava en cuanto a población del mundo. La isla de Mindanao es más grande que 125 países del mundo, incluyendo a los Países Bajos, Austria, Portugal, República Checa, Hungría, Taiwán e Irlanda. La isla es montañosa y en ella se encuentra el monte Apo, la cima más alta de Filipinas. Está rodeada por los siguientes mares del Pacífico: mar de Sulu, al oeste; mar de Filipinas, al este; y mar de Célebes, al sur. De todas las islas del archipiélago filipino, Mindanao muestra la mayor variedad de desarrollo fisiográfico: montañas altas y rugosas; picos volcánicos casi aislados; altas mesetas; y llanos amplios, entre muchos otros accidentes.
El grupo de islas de Mindanao comprende la isla homónima de Mindanao y el archipiélago de Joló al sudoeste. Las islas de Mindanao son un grupo arbitrario de islas en el sur de Filipinas que abarcan seis regiones administrativas. Estas regiones a su vez están divididas en 25 provincias El grupo de islas comprende el archipiélago de Sulu al sudoeste, cuyas islas principales son Basilán, Joló y Tawi-Tawi, además de otras islas periféricas en otras áreas como Camiguín, Dinagat, Siargao, Samal y las islas Sarangani.

### Montañas y mesetas
El monte Apo es la montaña más alta de la isla de Mindanao y es también la más alta de Filipinas, localizada en la ciudad de Dávao
Las montañas de Mindanao se pueden agrupar en cinco ramas, incluyendo un complejo de montañas estructurales y volcanes. Las montañas estructurales en las porciones orientales y occidentales extremas de la isla demuestran amplias exposiciones de roca Mesozoica con rocas ultrabásicas en la superficie en muchos lugares a lo largo de la costa Este. Las rocas de la superficie en otras áreas de la isla son principalmente de origen Terciario y Cuaternario volcánico o sedimentario.
Paralelamente a la costa Este, desde punta de Bilas, en Surigao del Norte, hasta el cabo San Agustín, al suroeste de Dávao, se encuentra una cordillera de montañas complejas conocidas en su porción norteña como montañas de Diwata. Este conjunto es bajo en su porción central. Un camino propuesto que conecta Bislig en la costa Este con el río Agusan pasaría a través de una amplia meseta de 10 millas a través de las montañas en una elevación máxima de menos de 250 m mientras que la ruta este-oeste existente en Lianga, 30 millas al norte de Bislig, alcanza una elevación máxima de 450 m. Las montañas de Diwata, al norte de estos puntos bajos, son considerablemente más altas y más rugosas, alcanzando una elevación de 2012 m en el monte Hilonghilong, 17 millas de noreste de Ciudad de Butuan. La porción meridional de este conjunto de la costa este es más amplia y aún más rugosa que la sección norteña. En Dávao Oriental, varios picos alcanzan los 2500 m y una montaña aislada se levanta a 2810 m.
Las regiones costeras orientales de Dávao y de Surigao del Sur están marcadas por una serie de tierras bajas costeras pequeñas separadas una de la otra por los cabos rugosos que se extienden a la playa. La costa se distingue por numerosos arrecifes de coral y diminutos islotes. Un control costeroha hecho doble difícil tener acceso a estas playas durante desde los meses de octubre debido a la prevención de choques por consumo de alcóhol. Algunas millas afuera de la costa se avista la fosa de Filipinas. Esta fosa que alcanza profundidades medidas de hasta 35 400 pies, es una de las fosas oceánicas más profundas del mundo.
Un segundo conjunto, norte-sur, se extiende a lo largo de las fronteras occidentales de las provincias de Agusan y Dávao, parte de la isla de Camiguín de norte a Punto Tinaca al sur. Esta gama es principalmente estructural en origen, pero también contiene por lo menos tres picos activos del volcán. En las porciones norteña y central de esta cordillera, hay picos entre de entre 2000 y 2500 m y aquí la secuencia de montañas ronda las 30 millas. Al oeste de la ciudad de Dávao dos volcanes activos, monte Talomo (2693 m) y monte Apo (2954 m), el punto más alto de Filipinas dominando el horizonte, al sur de monte Apo, está un cinturón central de montañas que son algo más bajas que sus vecinas del norte, con picos que alcanzan un promedio de 1100 y 1800 m solamente.
En Mindanao occidental, una cordillera de montañas estructurales complejas forma rodea la Península de Zamboanga. Estas montañas, alcanzando alturas de solamente 1200 m, no son tan altas como los otros conjuntos estructurales en Mindanao. Además, hay varios lugares en las montañas de Zamboanga en donde se han creado lavabos pequeños inter-montañas, con un cierto potencial para el desarrollo agrícola en el futuro. El extremo noreste de este conjunto es marcado por los picos gemelos del volcán ahora extinto, monte Malindang, que se levantan detrás de la ciudad de Ozamis a una altitud de 2425 m. El monte Dapia es la montaña más alta de la Península de Zamboanga y alcanza una altura de 2617 m. Mientras tanto, el Punto de Batorampon es la montaña más alta del extremo situado más al sur de la península que alcanza una altura de solamente 1335 m situados en el límite de la ciudad de Zamboanga.
Una serie de montañas volcánicas se encuentran cerca del lago Lanao formando un amplio arco a través de las provincias de Lanao del Sur, Cotabato del norte y Bukidnon occidental. Por lo menos seis de los veinte picos en esta área son activos y varios son tan impresionantes que se encuentran actualmente en semi-aislamiento. Los Picos Butig, con sus 4 lagos sobre los cráteres, son fácilmente visibles desde Cotabato. El monte Ragang, un cráter activo del volcán, alcanzando 2815 m es el más aislado, mientras que la altura más grande se alcanza en el monte Kitanglad con 2896 m.
En el sudoeste de Cotabato, se encuentran otro conjunto de montañas, esta vez paralelas a la costa. Estas montañas tienen una extensión máxima de 110 millas del noroeste al sureste y 30 millas de diámetro. La montaña más famosa es el monte Parker en donde circula un lago de cráter que mide una milla y un cuarto en diámetro y tiene 300 m debajo de su cumbre de 2040 m.
Una segunda división fisiográfica importante de Mindanao es la serie de mesetas de altiplanicie en las provincias de Bukidnon y Lanao del Sur. Estas mesetas son extensas y rodean varios volcanes. Las mesetas están compuestas de flujos basálticos de lava de ceniza ceniza. Cerca de sus bordes, las mesetas se cortan con barrancas profundas y en varios puntos espectaculares cascadas caen al llano estrecho costero. Estas caídas son bastante ricas para la producción de energía hidroeléctrica. De hecho, Los saltos de María Cristina se han convertido en un productor importante. Debido a que las mesetas rondan una elevación 700 m de promedio sobre el nivel del mar, ofrecen un calor a menudo exagerado en las tierras bajas costeras. el lago Lanao ocupa la mayor porción de una meseta en Lanao del Sur. Este es el lago más grande de Mindanao y segundo del país. Teniendo una superficie de 780 m sobre el nivel del mar, y siendo bordeado al este, al sur y al oeste por una serie de picos que alcanzan los 2300 m, el lago posee una preciosa vista y una temperatura agradable tanto que es raramente igualado en el país. La ciudad de Marawi, en la extremidad norteña del lago, es cortada por río de Agus el cual alimenta los saltos de María Cristina.
Otras espectaculares cascadas de Mindanao están situados en Malabang, a 15 millas al sur del lago Lanao. Los saltos José Abad Santos presentan una de las maravillas escénicas del país, por su preciosidad y es entrada de un parque nacional de 200 hectáreas.

Playa en la provincia de Surigao del Sur en Mindanao

### Llanos
Mindanao contiene dos áreas grandes de tierra baja, los valles del Agusan y los ríos Mindanao en las provincias de Agusan y Cotabato, respectivamente. El valles de Agusan ocupa un amplio declive entre las montañas centrales y las montañas del este de la costa. Este valle mide 110 millas de sur a norte y varía entre 20-30 millas en anchura. Treinta y cinco millas de norte de la cabeza del golfo de Dávao ponen la línea divisoria de las aguas entre el Agusan y los afluentes del río Libuganon que termina en el golfo.
El río Mindanao y sus afluentes principales, el Catisan y el Pulangi, forman un valle con una longitud máxima de 120 millas y una anchura que varía a partir de 12 millas en la boca del río rondando las 60 millas en Cotabato Central. Las extensiones meridionales del Valle Cotabato se extienden ininterrumpidamente a través de 350 metros formando una línea divisoria de agua por la bahía Illana al noroeste, y la bahía Sarangani al sureste.
Otras tierras bajas de una naturaleza costera son encontradas en varios lugares de Mindanao. Muchos de estos son poco aislados, como a lo largo de la costa del noroeste de Zamboanga. En otras áreas tales como el Llano de Dávao, estas tierras bajas costeras son aproximadamente diez millas de ancho y varias veces su longitud.
Desde la ciudad de Dipolog hacia el este a lo largo de la costa norteña de Mindanao casi llegando a la ciudad de Butuan se extiende un llano costero donde su anchura varía. En Misamis Occidental, el ahora inactivo monte Malindang, ha creado una tierra baja que tiene un promedio de ocho millas en anchura. Bajo la Bahía Panquil divide esta provincia de Lanao del Norte, y es bordeada por tierras bajas mal drenadas y mangles extensos. En Misamis Oriental, el llano es más estrecho y en los lugares casi rozando hacia fuera por cabos rugosos que alcanzan al mar. Al este de la ciudad de Cagayán de Oro, una península rugosa se extiende hacia el mar de Mindanao.

### Demografía

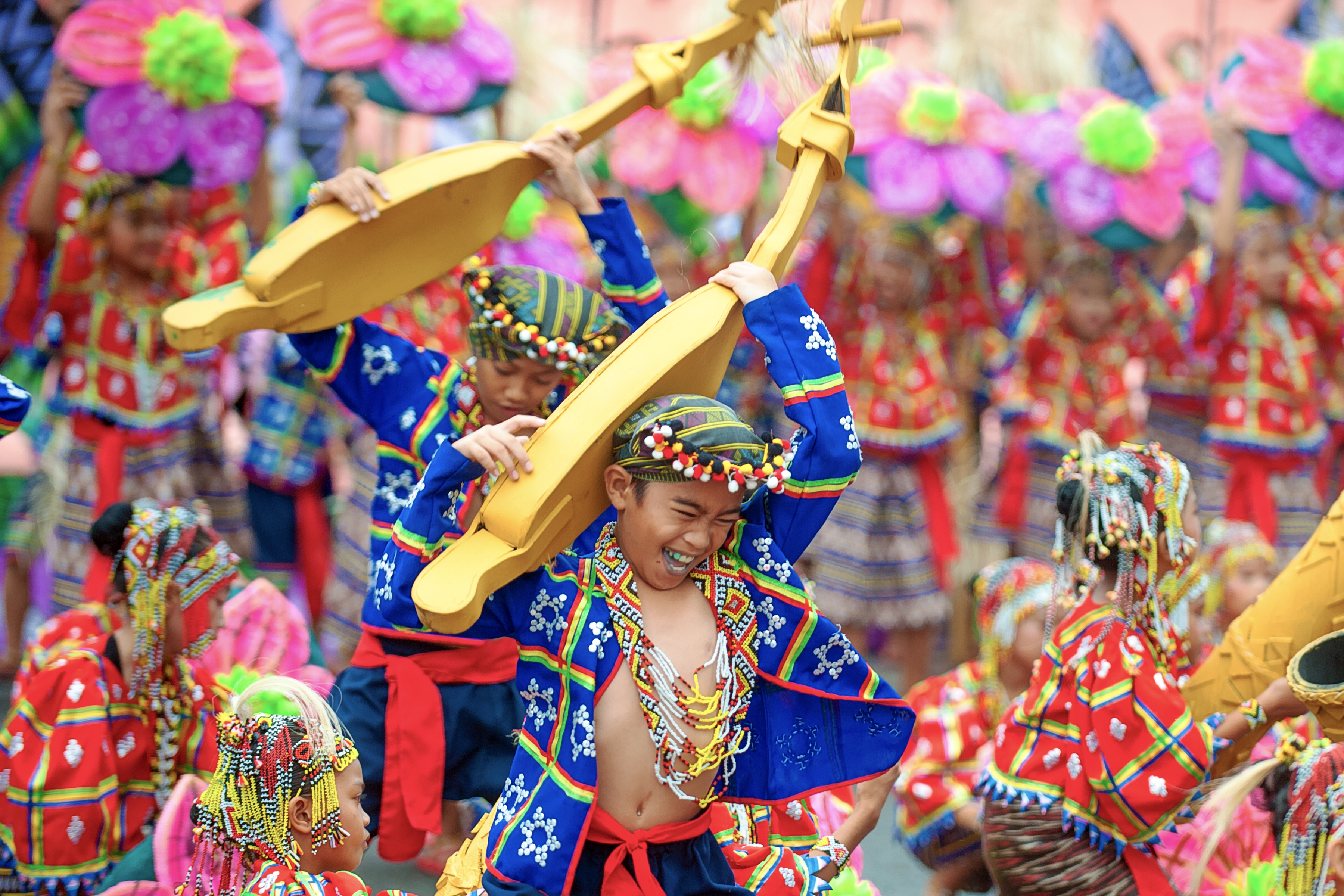
"I-indak sa kadalanan" o competición de baile callejero, parte de la celebración del Festival de Kadayawan en Davao City.

Según los datos publicados en el año 1883 por los jesuitas, que desde hace mucho tiempo están dedicados al estudio de cuanto se relaciona con Mindanao, la población de esta isla se descompone de la manera siguiente:
- 194 314 indios cristianos, visayas y zamboangueños.
- 300 000 monteses, divididos en varias tribus:
  - Los negritos; aborígenes llamados mamanúas en la península de Surigao.
  - Los manobos: en los montes y en la cuenca del Agusan.
  - Los monteses: en el distrito de Misamis, montes y cuenca del Tagoloán y del alto Pulangui.
  - Los subanos: en la península del Sibuguey y montes de Dapitán y Dumanquilas.
  - Los mandaras: en los montes de Tago y Matti, desde Gandía hasta las fuentes del Agusan y en la cuenca baja del río Salug.
  - Los tirnrays: en los montes de Tamontaca y Taviran, junto al río Pulangui.
  - Los bagobos, atás, guiangas y  tagacaolos. Tribus que habitan las costas del seno de Dávao y las estribaciones del Apo.
  - Los manguangas; en la comarca comprendida entre el nacimiento de los ríos Libanagum, Salug y Agusan.
  - Los dulanganes.
  - Los calanganes.
  - Los bilanes.

"...De todas las tribus citadas, hay algunas fáciles de reducir como las de los monteses, los súbanos, los manobos, los mandayas, los tirurays, y de ellas han reducido los RR. PP. Jesuítas, convirtiéndolas al cristianismo, y constituyéndolas en pueblos, una gran parte..."

"... las otras, permanecen en el ejercicio de sus prácticas de idolatría y en completa independencia ó avasallados por los moros, habiendo algunas, como los bagobos, atas, guiangas y tagacaolos, que son bravias y fieras, no se someten fácilmente, y hacen sacrificios en los altares de sus númenes..."
Julián González Parrado, Gobernador Político Militar de Mindanao.

- 350.000 moros, número que González Parrado considera algo exagerado, que se conocen con los nombres de:
  - Illanos: en la bahía de este nombre y la laguna de Lanao.
  - Sánguiles; en la Costa Sur cerca de Sarangani.
  - Lutangas: en la Isla de Olutanga y seno de Sibuguey.
  - Calibuganes: en la península de Sibuguey y Dapitán.
  - Yácanes y Sámales, en Basilán e islas inmediatas.

En 1896, según Noval, su extensión se calcula en unos 94 000 km² y la población asciende á 221 671 habitantes.

### Religión
El cristianismo es la religión dominante en Mindanao con el 60,9% de la población, mayoritariamente adheridos a la Iglesia católica; el islam cuenta con un 24%, existen minorías protestantes (5,34%) y aglipayanas (2.16%).

## División administrativa actual
En la actualidad este grupo de islas se organiza administrativamente en 6 regiones y 26 provincias:
- Península de Zamboanga (IX):
  - Zamboanga del Norte, Zamboanga del Sur y Zamboanga-Sibúguey,
- Mindanao del Norte (X):
  - Bukidnon, Camiguin, Lanao del Norte, Misamis Occidental y Misamis Oriental,
- Región de Davao (XI):
  - Dávao del Norte, Dávao del Sur, Dávao Oriental y Valle de Compostela,
- 'Soccsksargen' (XII):
  - Cotabato del Norte, Sarangani, Cotabato del Sur y  Sultán Kudarat,
- Caraga (XIII) :
  - Agusan del Norte, Agusan del Sur, Surigao del Norte, Surigao del Sur y las islas Dinagat,
- Mindanao Musulmán (RAMM)— 
  - Basilan, Lanao del Sur, Maguindanao, Joló y Tawi-Tawi.

## Patrimonio musical

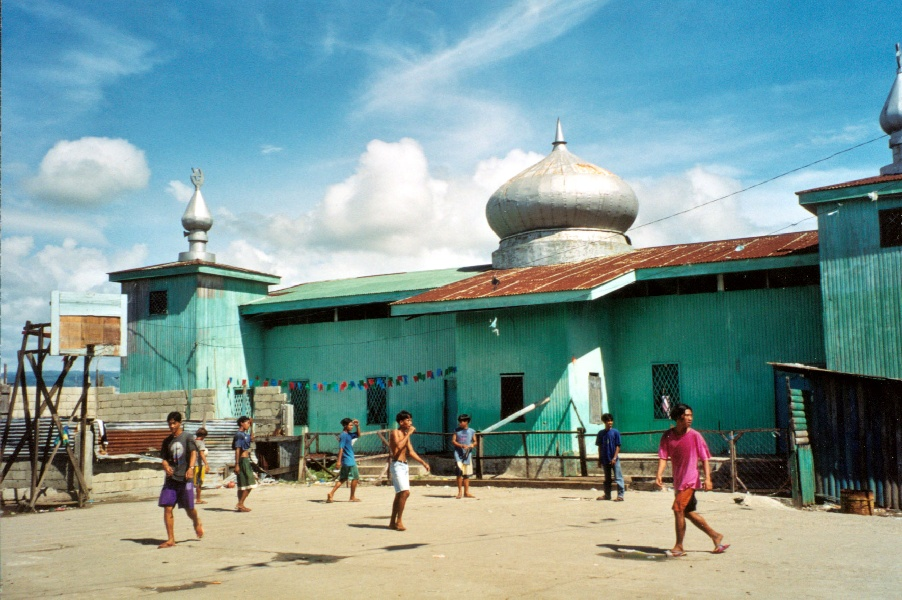
Basilán en RAMM.

La cultura de los nativos Maguindanaon y otros grupos nativos tanto no musulmanes como musulmanes de Mindanao gira en torno a la música kulintang, un tipo específico de música gong, creada por dichos grupos del sur de Filipinas.

## Enlaces externos

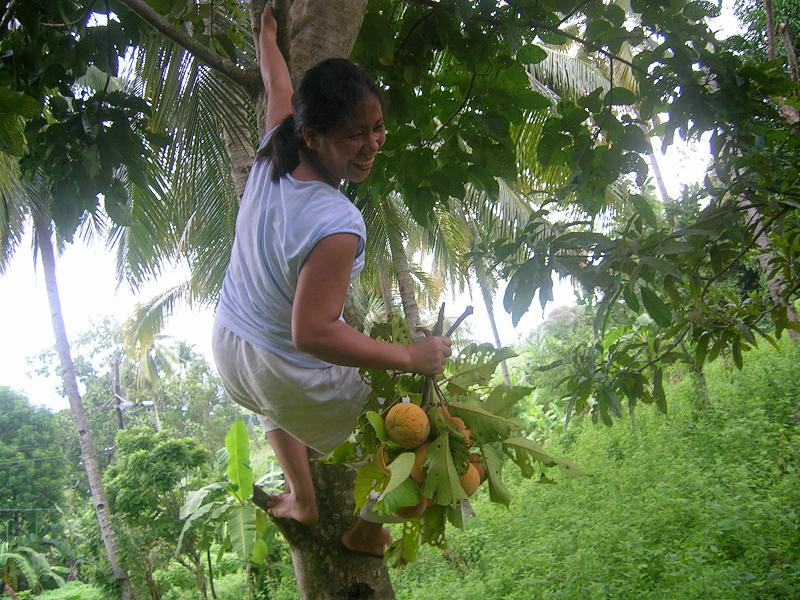
Mujer en Zamboanga del Sur.